# كيم هيونغ-بوم
كيم هيونغ-بوم (1 يناير 1984 بسول في كوريا الجنوبية - ) هو لاعب كرة قدم كوري جنوبي في مركز الوسط. شارك مع منتخب كوريا الجنوبية تحت 20 سنة لكرة القدم ومنتخب كوريا الجنوبية لكرة القدم. أما مع النوادي، فقد لعب مع جونبك هيونداي موتورز ونادي أولسان هيونداي ونادي بوريرام يونايتد ونادي جيونجنام ‏ ودايجون هانا سيتزن.

## وصلات خارجية
- كيم هيونغ-بوم على موقع الاتحاد الدولي (مؤرشف)  (الإنجليزية)
- كيم هيونغ-بوم على موقع دوري كوريا الجنوبية (الإنجليزية)
- كيم هيونغ-بوم على موقع قاعدة بيانات كرة القدم.إي يو (الإنجليزية)
- كيم هيونغ-بوم على موقع ناشيونال فوتبول تيمز (الإنجليزية)
- كيم هيونغ-بوم على موقع Soccerway.com (الإنجليزية)